# نیکولاس ژان-دی-دیو سول
نیکولاس ژان-دی-دیو سول (انگلیسی: Jean-de-Dieu Soult; ۲۹ مارس ۱۷۶۹ – ۲۶ نوامبر ۱۸۵۱)، دوک دالماسی، نخست‌وزیر و وزیر جنگ و فرمانده و مارشال فرانسوی از زمان پادشاهی فرانسه تا امپراتوری اول فرانسه بود.